# Серра-Гранди
Серра-Гранди (порт. Serra Grande) — муниципалитет в Бразилии, входит в штат Параиба. Составная часть мезорегиона Сертан штата Параиба. Входит в экономико-статистический микрорегион Итапоранга. Население составляет 3045 человек на 2006 год. Занимает площадь 83,473 км². Плотность населения — 36,5 чел./км².

## Статистика
- Валовой внутренний продукт на 2003 год составляет 6 822 354,00 реалов (данные: Бразильский институт географии и статистики).
- Валовой внутренний продукт на душу населения на 2003 год составляет 2306,41 реалов (данные: Бразильский институт географии и статистики).
- Индекс развития человеческого потенциала на 2000 год составляет 0,590 (данные: Программа развития ООН).